# Сто часов счастья
«Сто часо́в сча́стья» — гибкая пластинка-миньон Аллы Пугачёвой, выпущенная фирмой «Мелодия» в 1977 году. Является пятым синглом певицы.

## О миньоне
Заглавная композиция стала редким примером записи певицы с джазовым оркестром. Автор музыки, Константин Орбелян, являлся создателем и руководителем одного из самых популярных в СССР биг-бэндов, который к середине 1970-х годов уже обрёл международную известность. Орбелян в то время экспериментировал в песенном жанре и искал для своего оркестра вокалистов; запись песни «Сто часов счастья» стала своеобразной совместной «пробой сил» композитора и певицы. Однако творческие планы Аллы Пугачёвой и Константина Орбеляна не совпадали — Пугачёва не собиралась отказываться от сольной карьеры, и данная запись стала единственным результатом сотрудничества.
Несмотря на то, что песня была издана на миньоне, ни в один из альбомов Аллы Пугачёвой она не попала. Запись композиции в стереоверсии вышла только на сборных альбомах «Песни Константина Орбеляна» (изданном в том же 1977-м) и «Государственный эстрадный оркестр Армении» (выпущенном в 1978 году). В официальной дискографии певицы стереоверсия песни появилась лишь в 1996 году на одном из тринадцати компакт-дисков «Коллекции».
Песня «Сто часов счастья», в основу которой легло лирическое стихотворение Вероники Тушновой, стала второй песней в репертуаре Пугачёвой на стихи поэтессы (первой была песня «Вспоминай меня» на музыку Вячеслава Добрынина, записанная в 1974 году и изданная журналом «Кругозор»). В дальнейшем певица неоднократно обращалась к стихам Тушновой, что послужило рождению таких хитов, как «Не отрекаются любя» (1976) и «А знаешь, всё ещё будет» (1982).
В начале 1980-х гг. «Сто часов счастья» исполнялась Ириной Отиевой (студийная запись её исполнения выходила на миньоне, а так же была выпущена на компакт-диске певицы «20 лет в любви. Песни, которые вы полюбили» в 1996 году) и Эрной Юзбашян. Кавер-версия песни в исполнении Тамары Гвердцители прозвучала на концерте, посвящённом 60-летнему юбилею Аллы Пугачёвой, состоявшемся в апреле 2009 года.
Две другие композиции, записанные на пластинке, относятся к более раннему периоду творчества Пугачёвой и записаны в 1975—1976 гг. в период её работы в ВИА «Весёлые ребята» под управлением Павла Слободкина. Обе песни в стереоверсии вышли на втором сольном альбоме певицы «Арлекино и другие» (1979).

## Список композиций
| №                   | Название            | Текст песни         | Музыка              | Аккомпанемент                                                                                           | Длительность |
| ------------------- | ------------------- | ------------------- | ------------------- | --- | ------------ |
| 1.                  | «Сто часов счастья» | Вероника Тушнова    | Константин Орбелян  | Государственный эстрадно-симфонический оркестр Армянской ССР, руководитель и дирижёр Константин Орбелян | 5:34         |
| Общая длительность: | Общая длительность: | Общая длительность: | Общая длительность: | Общая длительность:                                                                                     | 5:34         |

| №                   | Название            | Текст песни         | Музыка              | Аккомпанемент | Длительность |
| ------------------- | ------------------- | ------------------- | ------------------- | --- | ------------ |
| 1.                  | «22+28»             | Владимир Луговой    | Вячеслав Добрынин   | Инструментальный ансамбль «Мелодия», руководитель Георгий Гаранян; Вокально-инструментальный ансамбль «Весёлые ребята», руководитель Павел Слободкин | 2:49         |
| 2.                  | «Посреди зимы»      | Наум Олев           | Павел Слободкин     | Вокально-инструментальный ансамбль «Весёлые ребята», руководитель Павел Слободкин                                                                    | 6:01         |
| Общая длительность: | Общая длительность: | Общая длительность: | Общая длительность: | Общая длительность: | 8:50         |

## Участники записи
| Основной вокал: | Алла Пугачёва                                                                                           | 1—3   |
| Бэк-вокал:      | Вокально-инструментальный ансамбль «Весёлые ребята»                                                     | 3     |
| Аккомпанемент:  | Государственный эстрадно-симфонический оркестр Армянской ССР, руководитель и дирижёр Константин Орбелян | 1     |
| Аккомпанемент:  | Инструментальный ансамбль «Мелодия», руководитель Георгий Гаранян                                       | 2     |
| Аккомпанемент:  | Вокально-инструментальный ансамбль «Весёлые ребята»                                                     | 2*, 3 |
| Аранжировка:    | Константин Орбелян                                                                                      | 1     |
| Аранжировка:    | Алексей Зубов                                                                                           | 2     |
| Аранжировка:    | Павел Слободкин                                                                                         | 3     |

* — в записи композиции приняла участие только ритм-группа ансамбля.

## Варианты оформления миньона
Всесоюзная студия грамзаписи:
— фиолетовый конверт
— синий конверт
Тбилисская студия грамзаписи